# January Jones
January Kristen Jones (* 5. ledna 1978 Sioux Falls, Jižní Dakota, Spojené státy americké) je americká herečka. Její nejznámější rolí je Betty Draper v seriálu Šílenci z Manhattanu, za kterou získala nominaci na dvě ceny Zlatý glóbus a Cenu Emmy.

## Životopis
Narodila se a byla vychovávána v městě Sioux Falls jako dcera Karen, prodavačky v obchodě ze sportovním zbožím a Marvina Jonesových. Její otec je trenérem, učitelem tělocviku a fitness trenérem. Je pojmenována po January Wayne, postavě z knihy od Jacqueline Susann, Once Is Not Enough. Má dvě sestry, Jacey a Jinu.

## Kariéra
Hrála vedlejší role ve filmech Kurs sebeovládání, Láska nebeská a Hříšný tanec 2. V roce 2005 se objevila v roli frustrované manželky amerického pohraničního strážce ve filmu Tři pohřby, který režíroval a ve kterém zároveň i hrál Tommy Lee Jones. Ve filmu Návrat na vrchol (2006) ztvárnila roli Carol Dawson, ženy fotbalového trenéra Williama "Red" Dawsona.
Měla hlavní ženskou roli ve filmu Slib věčné lásky jako nejstarší dítě průkopnické rodiny. Její postava se zamiluje do tajemného muže, který zachránil život jejímu otci. V současné době se objevuje v dramatickém seriálu Šílenci z Manhattanu, odehrávajícím se v Americe v šedesátých letech, jako mladá příměstská žena v domácnosti a matka Betty Draper Francis. Je též známá za roli Cadence Flaherty, lásku Steva Stiflera a Paula Finche v komedii Prci, prci, prcičky 3: Svatba, třetím dílu filmové série Prci, prci, prcičky.
Objevila se v osmnácté řadě seriálu Právo a pořádek v epizodě "Quit Claim", kde hrála podvodnici. Také se objevila v britském snímku Piráti na vlnách, který je o pobřežní pirátské rozhlasové stanici v šedesátých letech.
V roce 2002 se umístila na 82. místě v žebříčku "100 nejpřitažlivějších žen" časopisu Maxim. V květnu 2009 se objevila na obálce britského vydání časopisu GQ.
Dne 14. listopadu 2009 uváděla epizodu Saturday Night Live obsahující hudební vystoupení od hostující skupiny The Black Eyed Peas. Podala výkon, který se setkal s negativními kritikami.
V roce 2011 se objevila po boku Liama Neesona a Diane Krugerové v thrilleru Neznámý a ztvárnila Emmu Frost ve snímku X-Men: První třída.

## Osobní život
V rozhovoru pro časopis Vanity Fair v roce 2009 oznámila, že se přidala k neziskové organizaci Oceana jako jejich celebrita-mluvčí a bude pracovat na záchraně ohrožených žraloků. V letech 2003 až 2006 chodila se zpěvákem a skladatelem Joshem Grobanem.
Dne 13. září 2011 se jí narodil její první syn, kterého pojmenovala Xander Dane Jones.

## Filmografie

#### Film
| Rok  | Název                            | Role              | Poznámky |
| ---- | -------------------------------- | ----------------- | --- |
| 1999 | Zuřivost                         | Janice Taylor     | |
| 2001 | Skleněný dům                     | Dívka             | |
| 2001 | Banditi                          | Claire/Pink Boots | |
| 2002 | Kletba                           | Elizabeth         | |
| 2002 | Hollywood, Hollywood             | Tracy             | |
| 2003 | Kurs sebeovládání                | Gina              | |
| 2003 | Prci, prci, prcičky 3: Svatba    | Cadence Flaherty  | |
| 2003 | Láska nebeská                    | Jeannie           | |
| 2004 | Hříšný tanec 2                   | Eve               | |
| 2005 | Tři pohřby                       | Lou Ann Norton    | |
| 2006 | Swedish Auto                     | Darla             | |
| 2006 | Návrat na vrchol                 | Carole Dawson     | |
| 2009 | Piráti na vlnách                 | Elenore           | |
| 2011 | Neznámý                          | Elizabeth Harris  | |
| 2011 | X-Men: První třída               | Emma Frost        | |
| 2011 | Vendeta                          | Laura Gerard      | |
| 2012 | Prci, prci, prcičky: Školní sraz | Cadence Flaherty  | Cameo, nebyla uvedena v titulkách. Objevila se na fotce z Prci, prci, prcičky 3: Svatba během závěrečných titulků. |
| 2013 | Sweetwater                       | Sarah Ramírez     | |
| 2014 | Good Kill                        | Molly Egan        | |

### Televize
| Rok       | Název                  | Role                 | Poznámky                         |
| --------- | ---------------------- | -------------------- | -------------------------------- |
| 1999      | Sorority               | Number One           | TV film                          |
| 1999      | Get Real               | Jane Cohen           | díl: „Pilot“                     |
| 2002      | In My Life             | Diane St. Croix      | TV film                          |
| 2004      | Slib věčné lásky       | Missie Davis         | TV film                          |
| 2005      | Huff                   | Marisa Wells         | 2 díly                           |
| 2007–2015 | Šílenci z Manhattanu   | Betty Draper Francis | hlavní role, 92 dílů             |
| 2008      | Zákon a pořádek        | Kim Brody            | díl: „Quit Claim“                |
| 2010      | Project Runway         | Samu sebe/porotkyně  | díl: „A Rough Day On The Runway“ |
| 2015–2018 | Poslední chlap na Zemi | Melissa Chartres     | hlavní role, 63 dílů             |
| 2017      | Animals.               | Diana (hlas)         | díl: „Roaches“                   |
| 2017      | Return of the Mac      | Samu sebe            | díl: „New Kid on the Talk“       |
| 2019      | Politik                | Lizbeth Sloan        | 3 díly                           |
| 2020      | Na tenkém ledě         | Carol Baker          | hlavní role, 10 dílů             |

## Ocenění a nominace
| Rok  | Cena                                      | Kategorie                                                         | Práce                | Výsledek  |
| ---- | ----------------------------------------- | ----------------------------------------------------------------- | -------------------- | --------- |
| 2005 | CAMIE Awards                              | CAMIE Awards, Inc.                                                | Slib věčné lásky     | vítězství |
| 2006 | National Cowboy & Western Heritage Museum | Bronze Wrangler                                                   | Tři pohřby           | vítězství |
| 2007 | Screen Actors Guild Award                 | Nejlepší obsazení (seriál – drama)                                | Šílenci z Manhattanu | nominace  |
| 2008 | Screen Actors Guild Award                 | Nejlepší obsazení (seriál – drama)                                | Šílenci z Manhattanu | vítězství |
| 2008 | Zlatý glóbus                              | Zlatý glóbus za nejlepší ženský herecký výkon (drama)             | Šílenci z Manhattanu | nominace  |
| 2009 | Screen Actors Guild Award                 | Nejlepší obsazení (seriál – drama)                                | Šílenci z Manhattanu | vítězství |
| 2010 | Screen Actors Guild Award                 | Nejlepší obsazení (seriál – drama)                                | Šílenci z Manhattanu | nominace  |
| 2010 | Ceny Emmy                                 | Nejlepší ženský herecký výkon v hlavní roli v dramatickém seriálu | Šílenci z Manhattanu | nominace  |
| 2010 | Satellite Award                           | Nejlepší ženský herecký výkon v dramatickém seriálu               | Šílenci z Manhattanu | nominace  |